# 1/6
1/6（6分の1、ろくぶんのいち、1/6 とも表記される）は、0 と 1 の間にある有理数である。

## 数学的性質
- 1 ÷ 6 に等しい。6 の逆数である。
- 1/2×3 = 1/6 になるので、素因数が複数となる単位分数では最小である。次に素因数が複数になる単位分数は、1/2×5 で 1/10 (1/A) になる。
- 1/6 が有限小数になるN進法は、2と3が素因数に含まれるN進法に限られる。

## その他1/6に関すること
- 月の重力および重力加速度は地球の約 1/6。
- 1/6公式を使うと、定積分を素早く計算することが可能である。
- 日本で最大の面積と貯水量を持つ湖である琵琶湖は、滋賀県の全面積の約 1/6 を占めている。
- 1/6の夢旅人および1/6の夢旅人2002の略称。
- 南北朝時代の日本で、山名氏（山名師義の時代）が「六分の一殿」と称されて権勢を誇っていた。一族で、全国66か国中11か国の守護職を占めていたことに由来する。
- 固定資産税では、住宅用地の課税標準において、住宅の敷地で住宅1戸につき200平方メートルまでの部分（小規模住宅用地）については、課税標準を登録価格の 1/6 とする特例が設けられている。
- 「1/6（ワン・スラッシュ・シックス）」はCHAGEのバンド（2014年、ASKAの薬物事件に伴う芸能活動休止により結成）。CHAGEの誕生日が1月6日である事に由来している。ボーカルに久松史奈を迎えている。
- 旧約聖書においてはエゼキエル書で4回使用されている。
  - 「あなたの飲む水の分量は六分の一ヒンで、それを一定の間隔をおいて飲まなければならない。」(エゼキエル書 4章 11節)
  - 「あなたたちがささげるべき献げ物の割合は、次のとおりである。小麦については、一ホメルにつき六分の一エファ。大麦については、一ホメルにつき六分の一エファ。」(エゼキエル書 45章 13節)
  - 「あなたは、朝ごとにそれに添えて穀物の献げ物をささげねばならない。すなわち、朝ごとに上等の小麦粉六分の一エファと、それに振りかける油三分の一ヒンである。これは、主にささげる穀物の献げ物であり、変わることのない永遠の掟である。」(エゼキエル書 46章 14節)

## 符号位置
| 記号 | Unicode | JIS X 0213 | 文字参照         | 名称   |
| ---- | ------- | ---------- | ---------------- | ------ |
| ⅙    | U+2159  | -          | &#x2159; &#8537; | 6分の1 |